# Mats Svensson (fotbollsspelare)
Mats Svensson, född 22 november 1971, är en svensk fotbollsspelare (målvakt).
Mats Svensson startade sin karriär i Häljarps IF. Resan gick vidare till Östers IF som ungdom och 1990 blev han värvad till Landskrona BoIS. 
Mats Svensson tog över som förstemålvakt 1993. År 2004 tog Jonas Sandqvist över som förstemålvakt i Landskrona BoIS. Mats Svensson har spelat pojk-, junior- och U21-landskamper.
Är nu[när?] Lagledare i Landskrona BoIS men har inför säsongen 2007 åter dragit på sig handskarna för moderklubben utanför Landskrona. 

## Klubbar
- Häljarps IF –1987
- Östers IF 1988–1989
- Landskrona BoIS 1990–2006
- Häljarps IF 2007–